# أستران
أستران هي قرية في مقاطعة خوي، إيران. عدد سكان هذه القرية هو 1,196 في سنة 2006.